# D'Urville Martin
D'Urville Martin  (Nova Iorque, 11 de fevereiro de 1939 - Los Angeles, 28 de maio de 1984) foi um ator, comediante e diretor de cinema americano. Participou de inúmeros filmes do gênero  blaxploitation na década de 70. Ele dirigiu e participou do filme "Dolemite", estrelado por Rudy Ray Moore, um dos seus grandes amigos. 
D'Urville morreu em 1984, aos 45 anos, vítima de um ataque cardíaco.
Ele será interpretado por  Wesley Snipes no filme da Netflix que contará a história de vida de Rudy Ray Moore, que será interpretado por Eddie Murphy.